# Mercedes Álvarez de Flores
Mercedes Álvarez de Flores (Bogotá,Confederación Granadina, 1859–Bogotá,Colombia 1950), cuyo nombre de soltera fue Mercedes Álvarez Hurtado, también llamada después Mercedes Álvarez de Velasco, fue una poetisa y escritora colombiana.

## Biografía
Álvarez nació en Bogotá a finales de 1859, en el seno de una familia acomodada, hija de la también escritora Mercedes Hurtado de Álvarez. En 1880 se casó con el abogado y político Leónidas Flores.
Escribió un número importante de composiciones en verso y poemas para varios periódicos de la capital colombiana. Sus primeras obras a veces aparecieron en los periódicos El Diario de Cundinamarca y El Rocío bajo el seudónimo "Tegualda". Posteriormente  también apareció en El Perú Ilustrado o en la antología Parnaso Colombiano. Muchas de sus obras son de temática amorosa y vinculadas a su relación con su esposo; son ejemplos de ello los poemas titulados "Amor", "Ensueños", "Celos" o "Venganza". Otras poesías de su autoría son "En la agonía", "tragedia", dedicada a su hija Esther, ó una con motivo de la muerte de Alfonso XII de España. Su obra gozó de fama en el extranjero y mereció los elogios de otros escritores de la época como Juan Valera y Ricardo Palma.
En su vejez pasó a vivir en una casona a las afueras de Bogotá donde continuó su labor como escritora, murió en Bogotá en 1950.